# 伊予鉄道800系電車
伊予鉄道800系電車（いよてつどう800けいでんしゃ）は、かつて存在した伊予鉄道の鉄道線用通勤形電車。1984年から1985年にかけて京王帝都電鉄（現・京王電鉄）2010系電車を購入し、京王重機整備にて整備・改造の上投入したものである。
本系列の一部を譲り受けた銚子電気鉄道2000形電車（ちょうしでんきてつどう2000がたでんしゃ）についても、本稿で記述する。

## 概要
編成は横河原方から、モハ820形 (Mc) - クハ850形 (Tc) + モハ810形 (Mc) の組成である。
伊予鉄道譲渡にあたり軌間が異なる（京王 : 1372mm、伊予鉄道 : 1067mm）ため、同時期に廃車された京王井の頭線用の初代1000系の台車や主電動機などを取り付け、軌間変更に対応している。ちなみに、これが京王重機整備による中古車両改造・譲渡の第1号である。種車のうち、モハ815は1961年製の京王2010系中期車グループで、冷房改造以前は屋上通風器の形状や配置が同系他車と異なっていたため遠方からでもすぐに見分けが付けられたが、後には車体裾部の処理を除いて他車との相違が見られなかった。
京王時代は1台の主制御器で8個の主電動機を制御する1C8M制御であったが、750V用への降圧に伴い制御装置を増設して1C4M制御とされた。発電ブレーキ（電制）も使用していたが、電制動作時の衝動が激しかったため、後に使用を中止した。また、投入当初は冷房装置を搭載していなかったが、集約分散型三菱電機CU127-Rを1台につき3基、補助電源装置(SIV)をサハ850に京王重機製造の出張工事により搭載した。1994年頃まで先頭車両に「今年も涼しい冷房電車増車」のマークが取り付けられていた。
入線時はモハ820 - サハ850 - モハ810の3両編成を組んだが、1993年から1994年にかけて運用の効率化のためサハ850形の高浜・郡中港寄りに貫通型運転台を取り付ける改造が京王重機整備の出張工事で実施された。これによりモハ810形を外した2両編成での運用も可能となった。新設された運転台の形状は、700系（旧 : 京王5000系）に類似しているが、800系は車体断面形状が裾絞りのない直線となっているため、独特の雰囲気を醸し出している。なお、クハ850形の運転台側とモハ810形の連結面側の連結器は電気連結器併設の密着連結器、モハ810形とモハ820形の運転台側は密着自動連結器であるが、営業運転で他形式と連結することはない。また、この改造と並行してATS取り付け改造も実施された。側面には700系と同じ行先表示器が取り付けられた。
610系に合わせた新塗装化（旧色は市内線車両と同色）は1995年から開始され1996年に完了している。

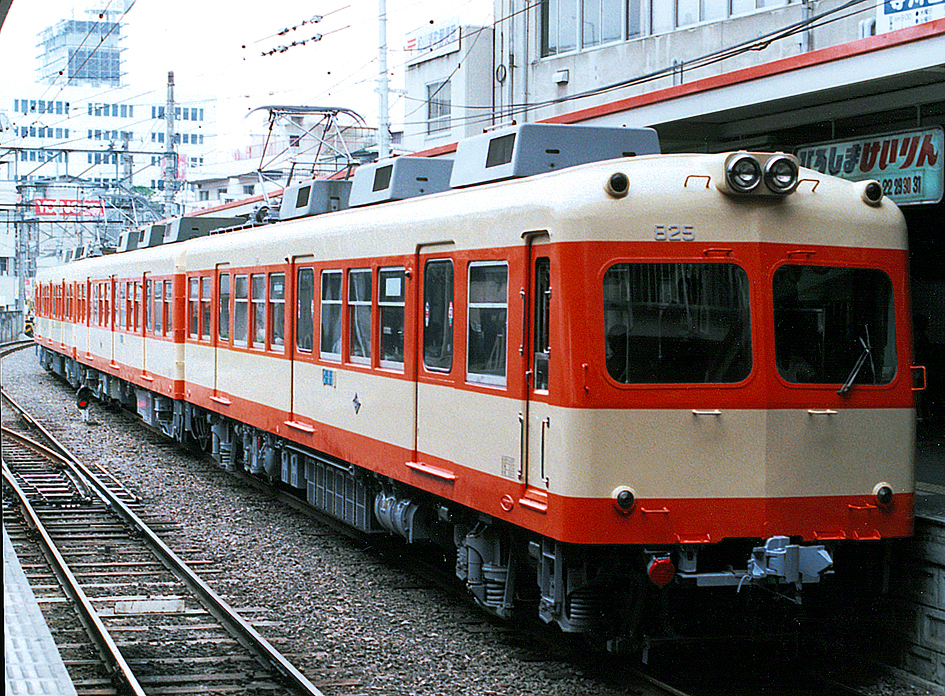
旧色のモハ825+サハ855+モハ815 （1988年 松山市駅）
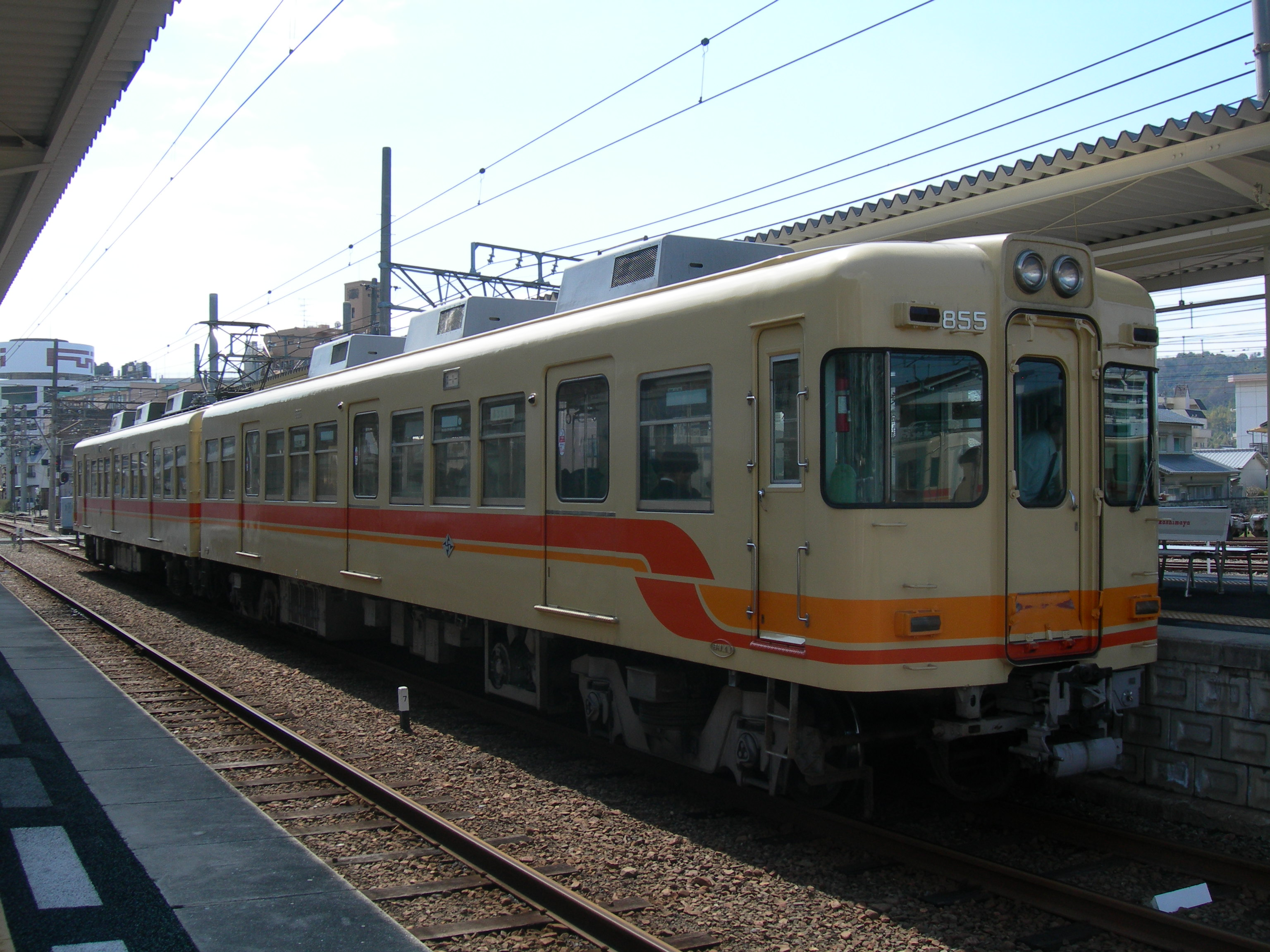
クハ850形 （2008年3月24日 古町駅）
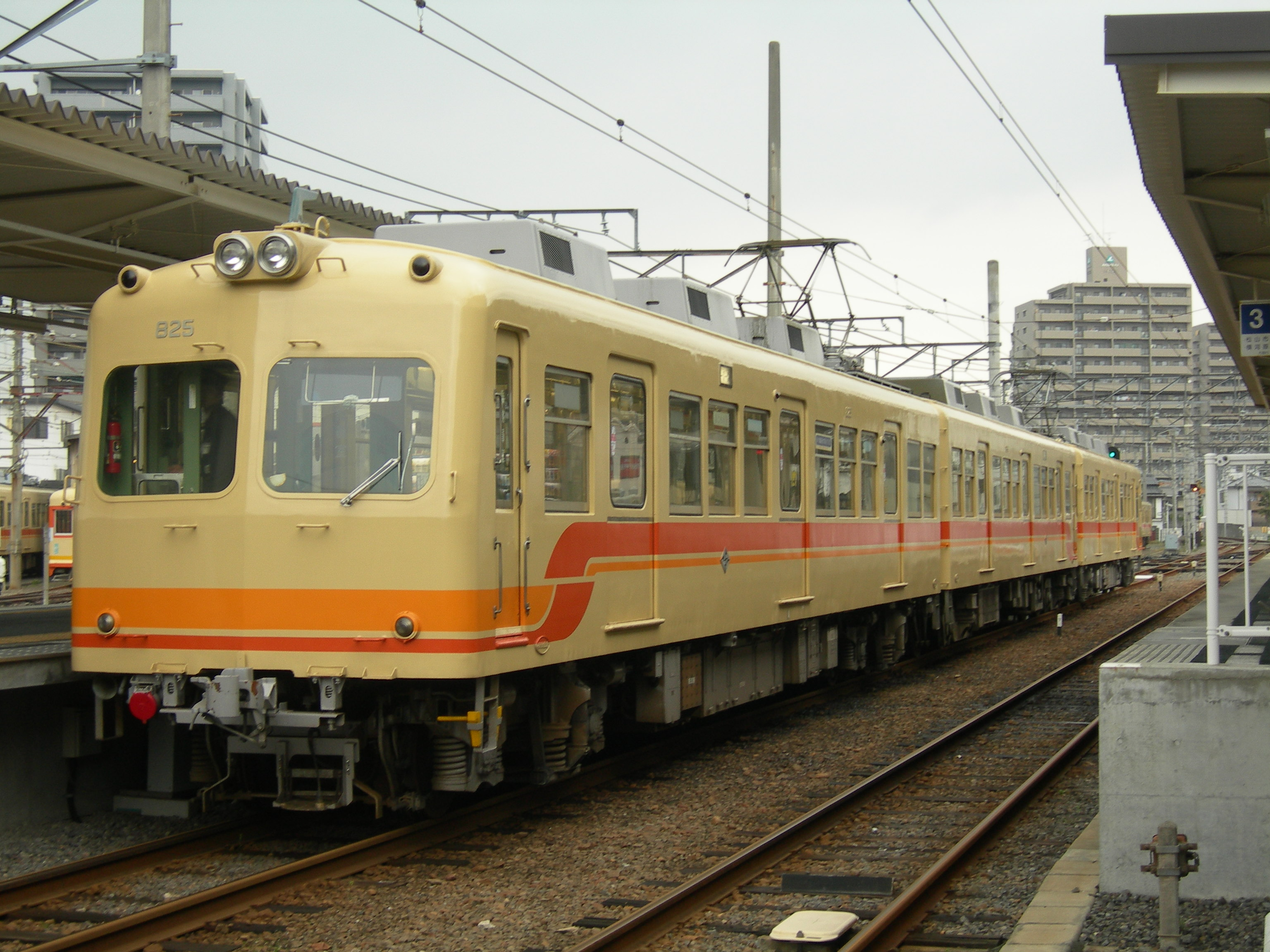
モハ820形 （2008年3月24日 古町駅）
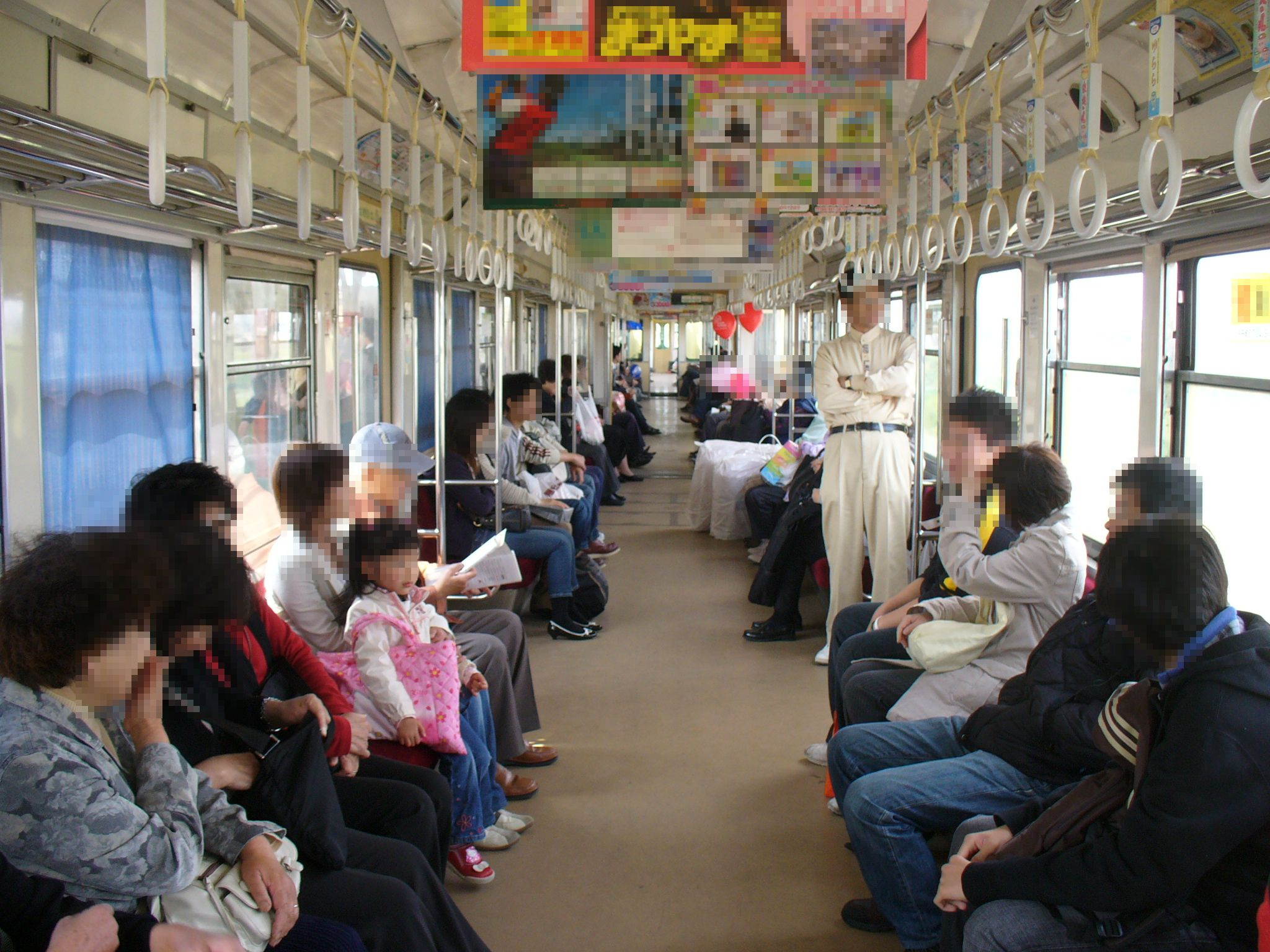
車内

## 各車の来歴
| 伊予鉄道での車両番号 | 伊予鉄道での車両番号 | 伊予鉄道での車両番号 | 京王時代の車両番号 | 京王時代の車両番号 | 京王時代の車両番号 | 竣工日        | 冷房化         | 備考               |
| -------------------- | -------------------- | -------------------- | ------------------ | ------------------ | ------------------ | ------------- | -------------- | ------------------ |
| モハ821              | クハ851              | モハ811              | デハ2072           | サハ2525           | デハ2022           | 1984年8月1日  | 1987年8月6日   | 2010年3月18日廃車  |
| モハ822              | クハ852              | モハ812              | デハ2070           | サハ2575           | デハ2025           | 1984年8月1日  | 1986年10月14日 | 2009年11月30日廃車 |
| モハ823              | クハ853              | モハ813              | デハ2069           | サハ2576           | デハ2021           | 1985年2月11日 | 1986年5月12日  | 2009年11月30日廃車 |
| モハ824              | クハ854              | モハ814              | デハ2073           | サハ2573           | デハ2023           | 1985年3月30日 | 1987年3月16日  | 2010年3月18日廃車  |
| モハ825              | クハ855              | モハ815              | デハ2074           | サハ2524           | デハ2018           | 1985年4月6日  | 1985年12月21日 | 2010年9月15日廃車  |
| モハ826              | クハ856              | モハ816              | デハ2076           | サハ2526           | デハ2019           | 1985年2月12日 | 1985年7月6日   | 2010年9月15日廃車  |

## 運用終了・譲渡
伊予鉄道では2009年度から2011年度にかけて、郊外線向けの新型車両である3000系（3両固定編成×10本）を導入した。本系列はその代替として全廃されることとなり、2010年7月25日にさよなら運転を行い運用を終了した。
このうち、2009年に廃車となったモハ822 - クハ852・モハ823 - クハ853の2編成4両が銚子電気鉄道に譲渡され、同社2000形電車（デハ2000形・クハ2500形）デハ2001 - クハ2501・デハ2002 - クハ2502となった。車内は座席の一部を撤去してバリアフリー化及びワンマン化を実施した。デハ2000形の前面には方向板受けも設置されている。なお、2009年度内に営業を開始する予定だったが、大幅に遅れ、2010年7月24日から営業運転が開始された。

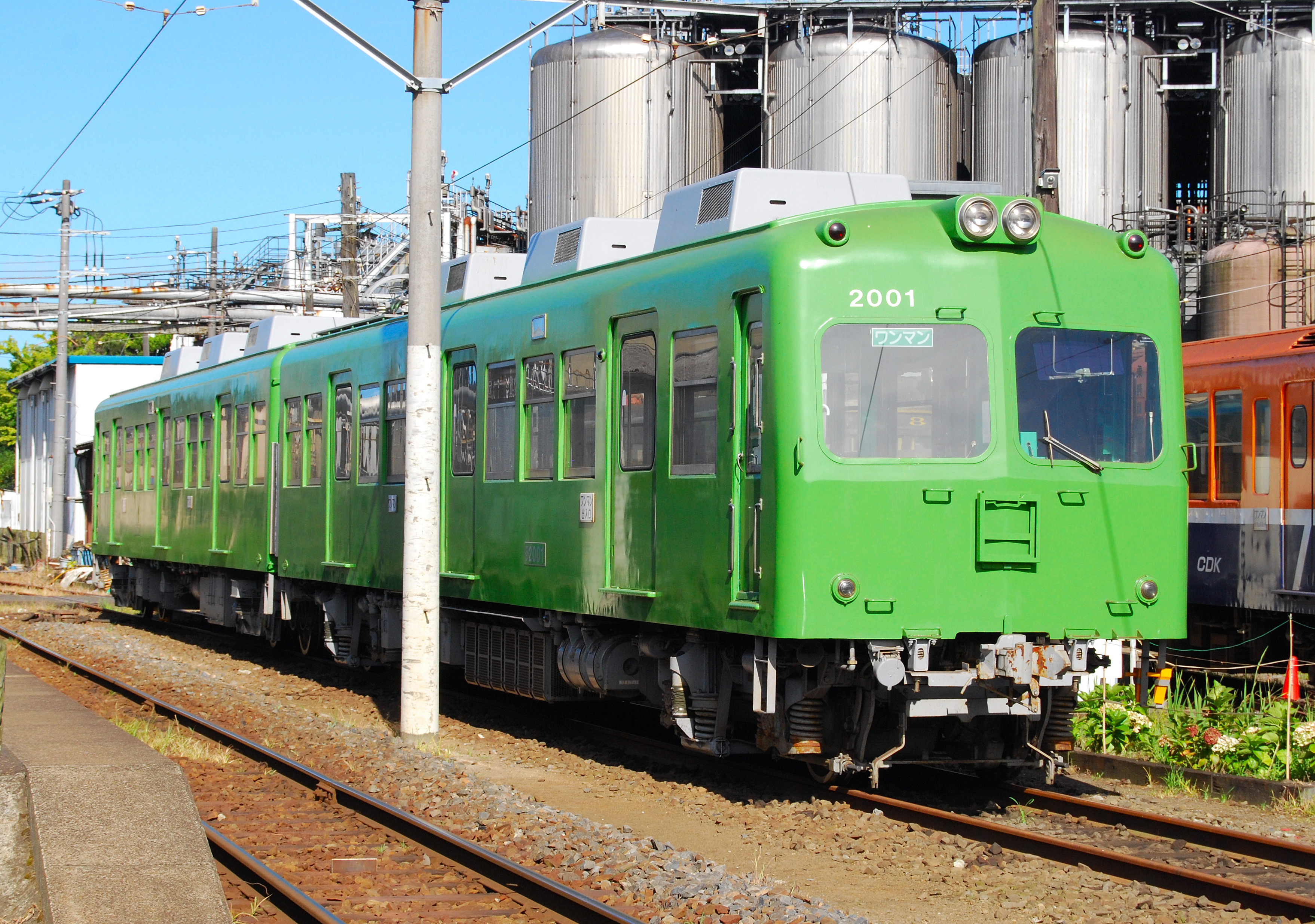
2001編成（旧822編成） （2010年8月8日 仲ノ町駅）
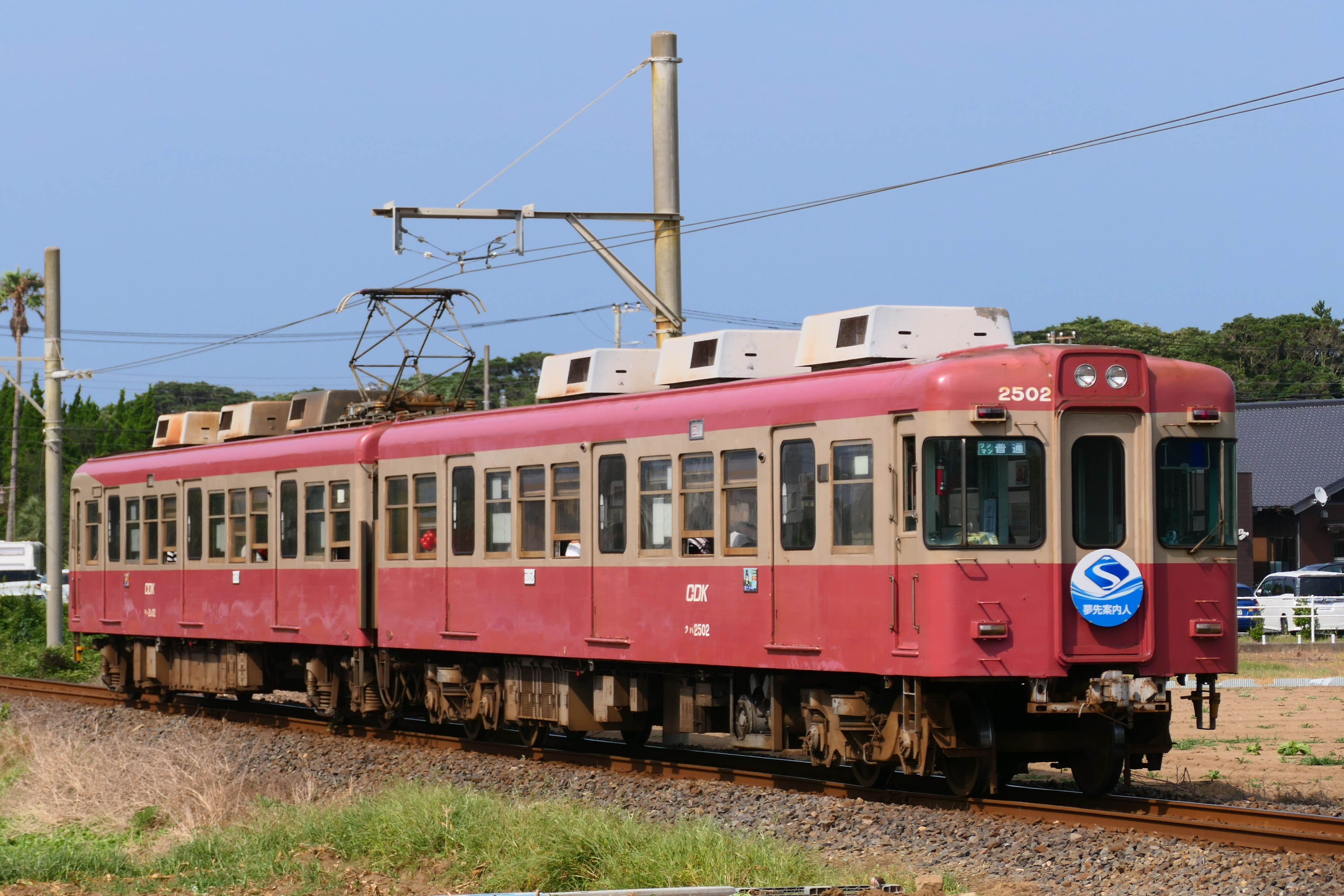
2002編成（旧823編成） （2020年8月5日）